# Evangelische Kirche Wallbach

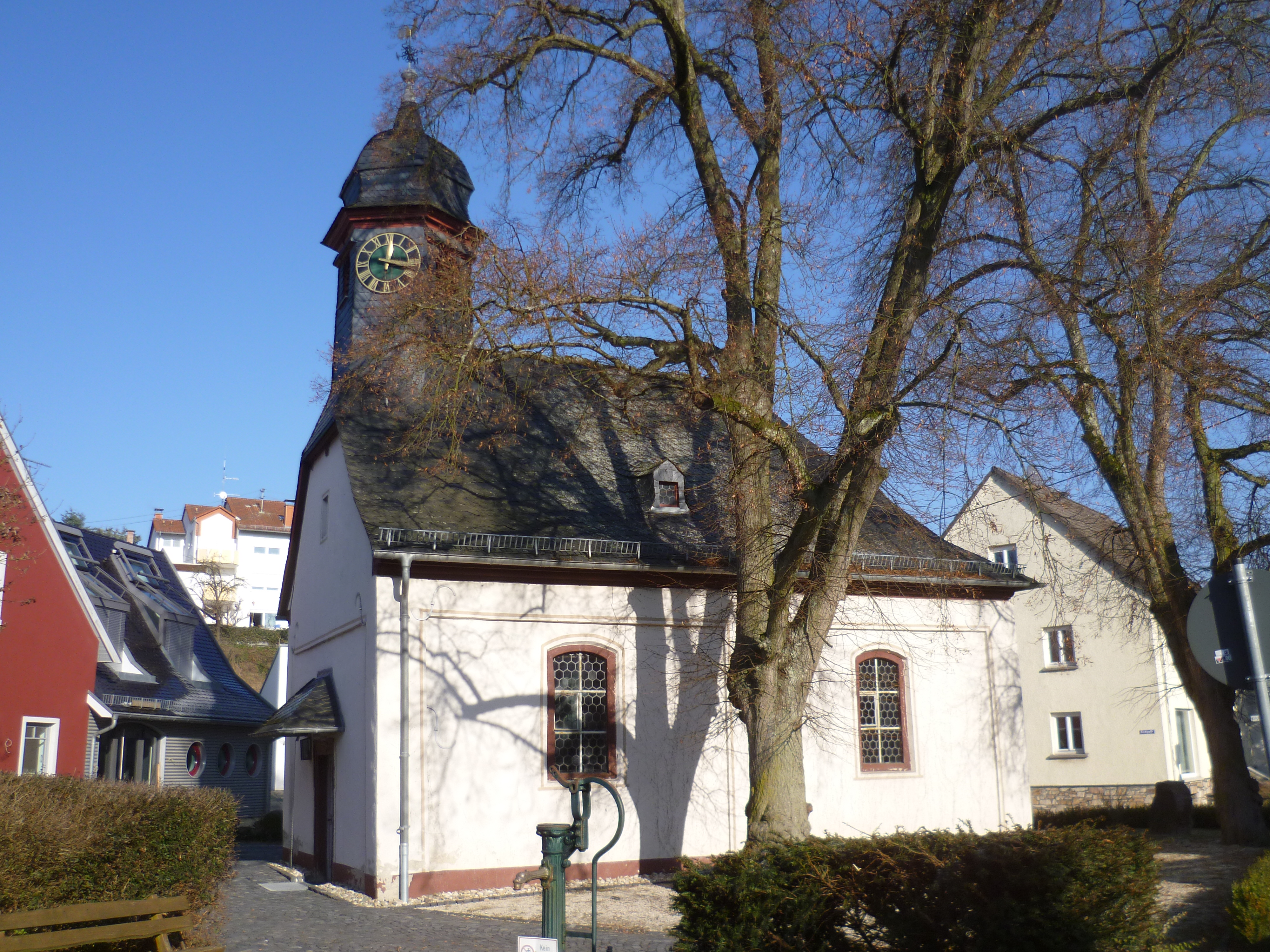
Die evangelische Kirche in Wallbach

Die denkmalgeschützte evangelische Kirche in der August-Bücher-Straße im Zentrum des Ortsteils Wallbach in der Taunusgemeinde Hünstetten datiert nach der Portalinschrift auf das Jahr 1753. Sie wurde anstelle einer gotischen Valentinus-Kapelle errichtet.
Es handelt sich um einen kleinen, verputzten Saalbau mit Blendrahmengliederung und Stichbogenfenstern. Sie hat einen Eingang mit Ohrengewänden und trägt ein Walmdach. Der Frontturm ist verschiefert und trägt ein Haubendach.
Im Innenraum findet sich eine Spitztonnendecke aus Holz über einem umlaufenden, doppelten Gesims. Dreiseitig ist eine teils doppelstöckige Empore vorhanden.

## Geschichte
1425 stiftete der Trierer Erzbischof Otto von Ziegenhain die dem heiligen Valentin von Terni geweihte Kapelle. Sie war zunächst der Pfarrei in Strinz-Trinitatis zugeordnet und hatte keinen eigenen Pfarrer. Entsprechend mussten die Wallbacher zum sonntäglichen Gottesdienst nach Strinz-Trinitatis gehen oder zeitweise in die Hühnerkirche, da in der Kapelle lediglich selten eine Messe durch den Strinzer Kaplan abgehalten wurde. 1609 folgte die Angliederung an die Pfarrei Limbach. Die Kirchengemeinde Limbach-Wallbach ist heute mit der von Strinz-Trinitatis pfarramtlich verbunden und gehört zum Dekanat Rheingau-Taunus in der Propstei Rhein-Main der Evangelischen Kirche in Hessen und Nassau (EKHN).
Die Kapelle in ihrer heutigen Form wurde 1753 errichtet, enthält aber Teile der ursprünglichen Kapelle.
Eine der beiden Kirchenglocken wurde im Ersten Weltkrieg eingeschmolzen, die andere zersprang am 17. Januar 1918. Beide wurden durch Stahlglocken nach dem Krieg ersetzt.